# Panurginus schwarzi
Panurginus schwarzi är en biart som först beskrevs av Warncke 1972.  Panurginus schwarzi ingår i släktet bergsbin, och familjen grävbin. Inga underarter finns listade i Catalogue of Life.
Arten är endast känd från två regioner i södra Grekland. Kanske förekommer den i området mellan fyndplatserna. Det kända utbredningsområdet är 4 km² stort. Informationer angående artens ekologi är fåtaliga.
Det är inget känt om populationens storlek och möjliga hot. IUCN listar arten med kunskapsbrist (DD).